# Aetholopus lumawigi
Aetholopus lumawigi là một loài bọ cánh cứng trong họ Cerambycidae.